# Ларевельер-Лепо, Луи-Мари де
Луи-Мари де Ларевельер-Лепо (фр. Louis-Marie de La Révellière-Lépeaux;  24 августа 1753 года, Монтегю — 27 марта 1824 года, Париж) — французский политик периода революции, член Национального собрания и Конвента, жирондист, в 1795—1799 гг. — член Директории.

## Биография
Был сперва адвокатом, потом занимался ботаникой. В Учредительном собрании был членом конституционного комитета, где скоро выдвинулся своими антироялистскими убеждениями. В 1792 году департамент Вандея избрал его в Конвент, а 19 ноября он предложил знаменитый декрет, которым Франция предлагала защиту иностранным народам в их борьбе за свободу.
В Конвенте он голосовал за казнь короля без права апелляции и отсрочки, но затем принял сторону жирондистов и имел мужество открыто протестовать против терроризма якобинцев. Объявленный вне закона, бежал и скрывался. После 9 термидора вновь занял место в Конвенте. Хотя был сторонником термидорианской реакции, но он оставался свободным от её крайностей. Участвовал в выработке конституции III года и был первым президентом Совета пятисот, который представил его в члены Директории 216 голосами из 218 голосовавших.
Из своих коллег он был в союзе с Жаном-Франсуа Ребелем и, в меньшей степени, с Баррасом, но Лазар Карно, был объектом его ненависти. Был ярым республиканцем и участвовал в перевороте 18 фрюктидора.
Враг духовенства, Ларевельер-Лепо основал теофилантропическое общество, в котором играл роль первосвященника (grand prêtre), что в глазах многих делало его смешным. 12 флореаля V года, прочитав доклад о богослужении и гражданских церемониях в Академии моральных и политических наук, Талейран заметил ему: «Я скажу вам только одно. Иисус Христос, чтобы основать свою религию, был распят и воскрес. Вам следовало бы попытаться сделать то же самое».
Вынужденный уйти в отставку в результате переворота 30 прериаля VII года (18 июня 1799 г.), он жил в отставке в деревне и не принимал дальнейшего участия в государственных делах даже после своего возвращения в Париж десять лет спустя. Он отказался от пенсии, которую предлагал ему Наполеон, и жил вдали от политики.
Он умер 27 марта 1824 года и был похоронен на кладбище Пер-Лашез.

## Труды
Ларевельер-Лепо оставил мемуары («Memoires», 1795) и написал «Réflexions sur le culte, les cérémonies civiles et les fêtes nationales».